# Vogrsko jezero
Vogrsko jezero, imenovano tudi Vogršček, je umetno akumulacijsko jezero, ki se nahaja v bližini vasi Vogrsko. Nastalo je z zajezitvijo potoka Vogršček ob koncu 80. let 20. stoletja (gradnja v obdobju 1985-1989). Zajezitev je zgradilo podjetje Soča iz Nove Gorice; v takrat največjo pregrado v državi, ki je visoka 31,4 m, je vgrajenih 234.000 kubičnih metrov zemlje in kamenja.
Polno napolnjeno lahko hrani približno 9 milijonov kubičnih metrov vode. Zadržano vodo uporabljajo za namakanje Šempaškega, Prvaškega in Dornberškega polja v Vipavski dolini. Poleg tega se uporablja za športni ribolov in rekreacijo. Za namakanje se uporablja predvsem največji, južni krak jezera, medtem ko sta oba severna kraka zanimivejša za ribolov, rekreacijo in tudi biodiverziteto. Med drugim je bilo na severnih krakih popisanih 39 vrst kačjih pastirjev, kar predstavlja 53 % favne teh žuželk v Sloveniji. Med njimi je na severovzhodnem kraku jezera zabeležena edina populacija zavarovanega in kritično ogroženega rdečega voščenca (Ceriagrion tenellum) v Vipavski dolini. V večjem od severnih krakov jezera, v severovzhodnem, je globina vode 6 metrov, temperatura vode na površini pa poleti doseže tudi 28 °C.
Po nasipu na severni strani jezera je speljana hitra cesta H4. Manjši severni zaliv, ki ga omejuje nasip, ima položne, zaraščene bregove, okrog preostanka jezera pa so bregovi goli.